# Två människor
Två människor är en svensk dramafilm från 1945, regisserad av Carl Theodor Dreyer.

## Om filmen
Filmen premiärvisades 23 mars 1945 på biograf Röda Kvarn i Stockholm. Som förlaga har man författaren Willy Oskar Somins pjäs Attentat från 1934. Utöver Två människor gjorde Carl Theodor Dreyer ytterligare en film i Sverige, se Prästänkan från 1920.  

## Rollista
- Georg Rydeberg – Arne Lundell, underläkare, forskare
- Wanda Rothgardt – Marianne Lundell, hans hustru
- Gabriel Alw – Sander, professor, Arnes chef
- Stig Olin – Svenning, vän till Arne

## Filmmusik i urval
- Symfoni nr 6 F-dur opus 68/Pastoralsymfonin, kompositör Ludwig van Beethoven
- La falla bambina, kompositör Geni Sadero